# Windingsgetal

Deze kromme heeft windingsgetal twee rondom punt p.

Het windingsgetal of de index van een kromme is een begrip uit de meetkunde. Het getal geeft aan hoe vaak een gesloten vlakke kromme om een gegeven punt heendraait. Meestal kiest men als referentiepunt de oorsprong van een rechthoekig coördinatenstelsel.

## Definities
Zij {\displaystyle f=(f_{x},f_{y})} een gesloten gladde kromme in het xy-vlak die de oorsprong mijdt, dat wil zeggen
- {\displaystyle f:[0,1]\to \mathbb {R} ^{2}} is differentieerbaar,
- {\displaystyle f(0)=f(1)}
- {\displaystyle \forall t\in [0,1]:f(t)\neq (0,0)}

Dan is het windingsgetal {\displaystyle W(f)} van {\displaystyle f} gedefinieerd als de integraal van de georiënteerde "hoeksnelheid" van {\displaystyle f} om de oorsprong. De hoek wordt uitgedrukt in omwentelingen in plaats van in radialen, zodat nog gedeeld moet worden door {\displaystyle 2\pi }:
{\displaystyle W(f)={1 \over 2\pi }\int \limits _{0}^{1}{f_{x}(t)f'_{y}(t)-f_{y}(t)f_{x}'(t) \over f_{x}^{2}(t)+f_{y}^{2}(t)}{\rm {d}}t}.
In de teller van de breuk staat de grootte van het uitwendig product van {\displaystyle f} en haar afgeleide.
De bovenstaande formule wordt eleganter in het complexe vlak, omdat dan gebruikgemaakt kan worden van de definitie van het quotiënt van complexe getallen (zie ook complexe lijnintegraal):
{\displaystyle W(f)={1 \over 2\pi i}\oint _{f}{{\rm {d}}z \over z}}
Elke waarde van het windingsgetal correspondeert met een element van de fundamentaalgroep {\displaystyle \pi _{1}(\mathbb {R} ^{2}\setminus \{(0,0)\})}, als afgesproken wordt dat de eenheid van die groep de klasse krommen is met de eenmaal in tegenwijzerzin doorlopen eenheidscirkel. Deze abstracte definitie is ook van toepassing op functies {\displaystyle f} die continu zijn, maar niet differentieerbaar.
Het windingsgetal van een gesloten kromme {\displaystyle f} ten opzichte van een willekeurig punt {\displaystyle p} dat niet op de kromme ligt, krijgt men door {\displaystyle f} te verschuiven over een vector {\displaystyle -p}:
{\displaystyle W(f,p):=W(f-p)}

## Voorbeelden
De eenheidscirkel, doorlopen in tegenwijzerzin, kan als volgt worden geparametriseerd.
{\displaystyle f:[0,1]\to \mathbb {R} ^{2}:t\mapsto (f_{1}(t),f_{2}(t))=(\cos 2\pi t,\sin 2\pi t)}
Volgens de definitie is het windingsgetal dan gelijk aan
{\displaystyle {1 \over 2\pi }\int _{t=0}^{1}{2\pi \sin '2\pi t\cos 2\pi t-2\pi \cos '2\pi t\sin 2\pi t \over \cos ^{2}2\pi t+\sin ^{2}2\pi t}{\rm {d}}t={1 \over 2\pi }\int _{t=0}^{1}{2\pi  \over 1}{\rm {d}}t=1}.

De volgende parametrisering doorloopt de eenheidscirkel tweemaal na elkaar:
{\displaystyle f:[0,1]\to \mathbb {R} ^{2}:t\mapsto (f_{1}(t),f_{2}(t))=(\cos 4\pi t,\sin 4\pi t)}
Men rekent eenvoudig uit dat het windingsgetal dan 2 wordt.

## Onveranderlijkheid
Door substitutie toont men aan dat het windingsgetal niet verandert bij overgang op een nieuwe parameter, op voorwaarde dat de oriëntatie bewaard blijft. Anders wisselt het teken van het windingsgetal. Het windingsgetal hangt dus uitsluitend af van het beeld van de kromme en van haar oriëntatie.
Als {\displaystyle r(t)} een differentieerbare reële functie is van het parameter-interval die dezelfde waarde aanneemt op het begin- en eindpunt van dat interval, en die nergens nul wordt, dan kunnen we een nieuwe gesloten kromme {\displaystyle g} maken door {\displaystyle f} overal met {\displaystyle r} te vermenigvuldigen:
{\displaystyle g:[0,1]\to \mathbb {R} ^{2}:t\mapsto g(t)=r(t)f(t)}
De nieuwe kromme {\displaystyle g} heeft hetzelfde windingsgetal als {\displaystyle f}. Dit blijkt door {\displaystyle g} in te vullen in de integraalformule.

## Voorbeeld

De gesloten kromme windt zich tweemaal om de oorsprong

De kromme {\displaystyle r:[0,1]\to \mathbb {R} ^{2}} is geparametriseerd door
{\displaystyle r(t)=3-\cos 2\pi t}
Combineert men dit met {\displaystyle f:[0,1]\to \mathbb {R} ^{2}} die tweemaal de eenheidscirkel doorloopt:
{\displaystyle f(t)=(f_{1}(t),f_{2}(t))=(\cos 4\pi t,\sin 4\pi t)},
dan ontstaat een "interessantere" kromme {\displaystyle g:[0,1]\to \mathbb {R} ^{2}}, die nog steeds windingsgetal 2 heeft:
{\displaystyle g(t)=(g_{1}(t),g_{2}(t))=(3-\cos 2\pi t)(\cos 4\pi t,\sin 4\pi t)}

## Toepassing in de informatica
In de computergrafiek is het windingsgetal een techniek om na te gaan of een gegeven punt binnen of buiten een gegeven veelhoek ligt. Zij {\displaystyle p} het gegeven punt, en zijn {\displaystyle q_{1},q_{2},\ldots ,q_{n}} de opeenvolgende hoekpunten van een, niet noodzakelijk convexe, veelhoek. Het windingsgetal van de omtrek van de veelhoek ten opzichte van het punt {\displaystyle p} is, op een factor {\displaystyle 2\pi } na, gelijk aan
{\displaystyle \sum _{i=0}^{n-1}\angle (q_{i}\,p\,q_{i+1})}
waar we afspreken dat {\displaystyle q_{0}=q_{n}}. Het is hetzelfde, dat een punt binnen een veelhoek ligt en dat het windingsgetal verschillend is van 0, Engels: de nonzero winding rule.